# 阿亞萬科區
12°35′38″S 74°19′53″W / 12.5938°S 74.3313°W
阿亞萬科區（西班牙語：Distrito de Ayahuanco），是秘魯的一個區，位於該國中南部阿亞庫喬大區的萬塔省，始建於1955年6月20日，面積871.5平方公里，海拔高度3,414米，2005年人口5,261，人口密度每平方公里6人。